# Christophe de Thou
Christophe de Thou, francoski odvetnik in politik, * 1508, † 1. november 1582.
Bil je prvi predsednik parlamenta Pariza.